# Microcaecilia albiceps
Microcaecilia albiceps és una espècie d'amfibi gimnofió de la família Caeciliidae.Habita a Colòmbia i l'Equador. Els seus hàbitats inclouen boscos secs tropicals o subtropicals, plantacions, jardins rurals i zones prèviament boscoses ara molt degradades.
Es troba a les terres baixes amazóniques i als vessants dels Andes orientals a Colòmbia (departaments del Caquetá i Putumayo i l'Equador (Província de Napo), possiblement estenent-se a Loreto al Perú amazònic. Microcaecilia albiceps es cria en boscos primaris tropicals on viu sota terra. També s'ha trobat en boscos degradats, però no se sap si es pot adaptar a aquest hàbitat. Es creu que només existeixen amenaces localitzades sobre aquesta espècie tan generalitzada en la regió.